# Abecední telegrafie
Abecední telegrafie je druh telegrafie, při kterém se uskutečňuje elektrický dálkový přenos textu. Každý znak abecedy, číslo, či jiný znak má svůj příslušný jedinečný kód telegrafní abecedy. Vysílač text přemění na dálnopisné značky, které jsou přenášeny po telegrafním spoji. V cíli se následně přijímačem dekódují zpět na znaky telegrafní abecedy, ze které se reprodukuje text vysílané zprávy.